# Кількість речовини
Кі́лькість речови́ни — фізична величина, що характеризує кількість специфічних однотипних структурних одиниць-елементів (частинок), з котрих складається речовина. Під структурними одиницями розуміються будь-які частинки, з яких складається речовина (атоми, молекули, іони, електрони, протони, нейтрони або будь-які інші частинки).
В Міжнародній системі одиниць SI кількість речовини поряд з масою (яка теж фактично корелює з кількістю частинок) належить до основних одиниць окремого типу. Таким чином, кількість речовини в системі SI не може бути виражена через інші базові одиниці. Одиниця кількості речовини називається моль. 1 моль — це кількість речовини, що містить 6.02214076×1023 (Число Авогадро) структурних формульних одиниць — реальних часток, таких як атоми, молекули, йони, електрони або протони (це визначення було прийнято в листопаді 2018 року; старе визначення виходило з кількості атомів у 12 грамах ізотопу вуглецю-12 — 126C).

## Основні співвідношення

Однакова маса — але різна кількість речовини

Однакова кількість речовини — але різна маса

Відношення числа молекул N речовини до кількості речовини n називається сталою Авогадро NA:
{\displaystyle N_{A}={\frac {N}{n}}}
Стала Авогадро дорівнює NA = 6.02214076×1023 моль−1, вона показує, скільки атомів або молекул міститься в одному молі речовини.
Кількість речовини n можна знайти як відношення числа N атомів або молекул речовини до сталої Авогадро NA:
{\displaystyle n={\frac {N}{N_{A}}}}
Застосовуючи одиницю кількості речовини моль, слід завжди визначати, про які саме структурні елементи системи йдеться.
Рекомендовано такі кратні й частинні одиниці моля: кмоль, ммоль, мкмоль.

## Похідні величини
На основі моля утворено велику кількість питомих (молярних) величин, зокрема — молярна маса і молярний об'єм.
Між кількістю речовини nX, масою mX порції хімічно чистої речовини X та її молярною масою MX є залежність:
{\displaystyle n_{\mathrm {X} }={m_{\mathrm {X} } \over M_{\mathrm {X} }}}
До застосування рекомендовано частинну одиницю молярної маси г/моль (у SI кг/моль).
Молярний об'єм дорівнює відношенню об'єму однорідної системи V до кількості речовини n цієї системи:
{\displaystyle V_{m}={\frac {V}{n}}}
До застосування рекомендовано такі частинні одиниці молярного об'єму: дм3/моль, см3/моль, допущено — позасистемну одиницю літр на моль (l/mol, L/mol; л/моль): 1 л/моль = 10−3 м3/моль.
Молярний об'єм ідеального газу за нормальних умов Т = 273,15 К; p = 101325 Па дорівнює 0,02241410 м3/моль. Цю сталу часто застосовують у розрахунках.
Іншою важливою похідною величиною є молярна концентрація або концентрація речовини, яка визначається як кількість певної речовини у зразку розчину (або іншої суміші), поділена на об'єм зразка.
Одиницею вимірювання цієї величини в SI є моль (речовини) на літр (розчину). Так, наприклад, концентрація хлориду натрію в океанській воді зазвичай становить близько 0,599 моль/л.
У хімії прийнято читати одиницю "моль/л" як моляр і позначати її символом "М" (обидва символи стоять після числового значення).
Слід відрізняти молярну концентрацію від "молярної частки", яка являє собою кількість молей (молекул) досліджуваної речовини, поділену на загальну кількість молей (молекул) у зразку розчину, та від масової концентрації, яка являє собою масу речовини в розчині, поділену на об'єм розчину.

## Використання
Цю фізичну величину використовують для вимірювання макроскопічних кількостей речовин в тих випадках, коли для чисельного опису процесів, що вивчаються, необхідно брати до уваги мікроскопічну будову речовини, наприклад, в хімії, при вивченні процесів електролізу тощо.
Історично моль визначався як кількість речовини в 12 грамах ізотопу вуглецю-12. Як наслідок, маса одного моля хімічної сполуки в грамах чисельно дорівнює (для всіх практичних цілей) масі однієї молекули сполуки в дальтонах (атомних одиницях маси), а молярна маса ізотопу в грамах на моль дорівнює масовому числу. Наприклад, молекула води в середньому має масу близько 18,0153 а.о.м., тоді як моль води (який містить 6,02214076×1023 молекул води) має загальну масу близько 18,0153 грамів.
У хімії, завдяки закону кратних відношень, часто набагато зручніше працювати з кількістю речовини (тобто кількістю молей або молекул), ніж з масою (грамами) або об'ємом (літрами). Наприклад, хімічний факт
"1 молекула кисню (O2) реагує з 2 молекулами водню (H2) з утворенням 2 молекул води (H2O)" (2H2 + O2 → 2H2O)
можна також сформулювати так:
"1 моль O2 прореагує з 2 молями H2 з утворенням 2 моль води".
Той самий хімічний факт, виражений в термінах мас, буде виглядати інакше:
"32 г (1 моль) кисню прореагує з приблизно 4,0 г (2 моль H2) водню з утворенням приблизно 36,0 г (2 моль H2О) води.
(і числа залежатимуть від ізотопного складу реагентів).
З точки зору об'єму, числа будуть залежати від тиску і температури реагентів і продуктів. З тих же причин концентрації реагентів і продуктів у розчині часто вказують у молях на літр, а не в грамах на літр.
Таким чином, використання кількості речовини полегшує інтерпретацію рівнянь реакцій (співвідношення між кількостями реагуючих речовин дорівнює відношенню коефіцієнтів у рівнянні).
Щоб уникнути двозначності, природу частинок слід уточнювати при будь-якому вимірюванні кількості речовини: наприклад, зразок з 1 моль молекул кисню (O2) має масу близько 32 грамів, тоді як зразок з 1 моль атомів кисню (О) має масу близько 16 грам.
Кількість речовини також є зручним поняттям у термодинаміці. Наприклад, тиск певної кількості благородного газу в посудині певного об'єму за певної температури безпосередньо пов'язаний з кількістю молекул у газі (за законом ідеального газу), а не з його масою.
IUPAC рекомендує використовувати термін "кількість речовини" замість "кількість молей", так само як і масу речовини не слід називати "кількістю (кіло)грамів".

## Історія
Поняття «кількість речовини» було введене в науку давно. Проте вважалося, що кількість речовини не є особливою самостійною величиною, принципово відмінною від маси. Хоча після припущення Авогадро (1813 р.) про те, що рівні об'єми різних газів при однаковому тиску містять одне і те ж число молекул, кількість речовини і трактувалася як число молекул, але будучи пропорційною масі, вона тотожна їй. Уявлення про тотожність кількості речовини і маси багато в чому спиралося на переконання, що всі молекули (атоми) даної речовини в усіх відношеннях тотожні, що їх маса постійна і, отже, маса тіла або системи пропорційна числу молекул, що містяться в них. Власне, і про число молекул можна було судити тільки по масі тіла, оскільки не існувало прямих способів визначення числа молекул. Відкриття в області фізики в першій половині XX століття похитнули переконання в тотожності маси і кількості речовини.
Одиниця кількості речовини — моль також була відома ще в XIX ст. Але до недавнього часу моль розглядався як індивідуальна одиниця маси. Індивідуальна в тому сенсі, що розмір цієї одиниці для кожної речовини був особливий. Слово «моль» походить від латинського слова «moles» і означає кількість, масу або рахункову множину. З цих трьох понять остання — рахункова множина найточніше виражає сучасне розуміння моля. У визначенні моля не вказується точне число структур елементів, що містяться в ньому. Прийнято вважати його рівним числовому значенню сталої Авогадро NA.

### Основні етапи
Алхіміки та особливо ранні металурги, ймовірно, мали певне уявлення про кількість речовини, але не збереглося жодних записів якихось узагальнень цієї ідеї. У 1758 р. М. В. Ломоносов поставив під сумнів ідею, що маса є єдиною мірою кількості матерії, але він зробив це лише по відношенню до його теорії гравітації. Розвиток поняття про кількість речовини збігся із народженням сучасної хімії, і був вкрай важливим для неї.
- 1777: Карл Фрідріх Венцель публікує «Уроки про спорідненість», в яких він показує, що пропорції «базового компонента» та «кислотного компонента» (катіона і аніона в сучасній термінології) залишаються незмінними в ході реакції двох нейтральних солей.[11]
- 1789: Антуан Лавуазьє публікує Трактат з елементарної хімії, в якому вводить поняття хімічного елементу та уточнює Закону збереження маси для хімічних реакцій.[12]
- 1792: Єремія Ріхтер видає перший том Стехіометрії чи мистецтва вимірювання хімічних елементів (видання наступних томів триває до 1802 року). Термін «стехіометрія» вжито вперше. Перші таблиці еквівалентних ваг публікують для кислотно–основних реакцій. Ріхтер також зазначає, що для даної кислоти, еквівалентна маса кислоти пропорційна масі кисню в основі.[11]
- 1794: Закон сталості складу Пруста поширює поняття еквівалентних ваг на всі типи хімічних реакцій, а не лише на кислотно–лужні.[11]
- 1805: Дальтон публікує свою першу статтю про атомну теорію, у тому числі «таблицю відносних ваг найдрібніших частинок газоподібних та інших тіл».[13]

Концепція атомів поставила питання їх ваги. Хоча багато хто скептично поставився до реальності атомів, хіміки швидко знайшли атомні ваги, що стали безцінним інструментом у вираженні стехіометричного відношення.
- 1808: Публікація Нової системи хімічної філософії Дальтона, що містить першу таблицю атомних ваг (на основі H = 1).[14]
- 1809: Закон об'ємних відносин Гей-Люссака, що свідчить про цілісний взаємозв'язок між обсягами реагентів і продуктів в хімічних реакціях газів.[15]
- 1811: Амедео Авогадро висуває гіпотезу про те, що однакові обсяги різних газів (за однакової температури та тиску) містять однакове число часток, відому наразі як Закон Авогадро.[16]
- 1813/1814: Єнс Якоб Берцеліус публікує першу з декількох таблиць атомних ваг на основі масштабу O = 100.[11][17][18]
- 1815: Прут публікує свою гіпотезу про те, що всі атомні ваги цілі та кратні атомній вазі водню.[19] Гіпотезу пізніше відкинуто, враховуючи спостережувану атомну вагу хлору (приблизно 35,5 відносно водню).
- 1819: Закон Дюлонга — Пті, що стосується співвідношення атомної ваги твердого елемента та його питомої теплоємності.[20]
- 1819: Робота Ейльгард Мітчерліх про кристалічний ізоморфізм дозволяє прояснити багато хімічних формул, та вирішує кілька неоднозначностей при розрахунку атомних ваг.[11]
- 1834: Клапейрон встановлює закон про ідеальний газ.[21]

Рівняння стану ідеального газу було першим з багатьох виявлених закономірностей у співвідношеннях між кількістю атомів або молекул в системі та іншими фізичними властивостями системи, незалежно від своєї маси. Проте, цього було недостатньо, щоб переконати всіх вчених про існування атомів і молекул, багато хто вважав це просто корисним інструментом для розрахунку.
- 1834: Майкл Фарадей формулює свої Закони електролізу, зокрема, про те, що «хімічна дію струму постійна для постійної кількості електрики».
- 1856: Август Крьоніг виводить з кінетичної теорії закон про ідеальний газ. Клаузіус наступного року публікує незалежний висновок.
- 1860: Міжнародний хімічний конгрес у Карлсруе дебатує відношення між «фізичними молекулами», «хімічними молекулами» та атомами, не досягаючи консенсусу.[22]
- 1865: Лошмідт робить першу оцінку величини молекул газу і, отже, кількості молекул у заданому обсязі газу, відому тепер як Стала Лошмідта.
- 1886: Вант-Гофф демонструє схожість поведінки між розбавленими розчинами та ідеальними газами.
- 1886: Євген Гольдштейн спостерігає анодні промені в газових розрядах, закладаючи основу мас-спектрометрії, інструменту, який згодом використовували для встановлення мас атомів і молекул.
- 1887: Арреніус описує дисоціацію електроліту в розчині, вирішуючи одну з проблем дослідження колігативних властивостей.
- 1893: Вперше зафіксовано вживання терміну моль для опису одиниці кількості речовини — Оствальдом в університетському підручнику.[23]
- 1897: Вперше зафіксовано вживання терміну моль англійською.[24]

На межі ХХ століття, поняття атомних та молекулярних утворень стало загальноприйнятим, але залишалося багато питань, зокрема про великі розміри атомів та їх кількість в цьому зразку. Паралельний розвиток мас-спектрометрії, починаючи з 1886 р., підтримує поняття атомної та молекулярної маси і забезпечує інструментарій прямого відносного вимірювання.
- 1905: Стаття Ейнштейна про броунівський рух розсіює будь-які останні сумніви щодо фізичної дійсності атомів і відкриває шлях для точного визначення їхньої маси.
- 1909: Перрен вводить поняття сталої Авогадро і визначає її значення.
- 1913: Відкриття ізотопів нерадіоактивних елементів Содді та Томсоном.
- 1914: Річардс отримує Нобелівську премію з хімії за «визначення атомної ваги великої кількості елементів».[25]
- 1920: Астон пропонує правило цілого числа — оновлену версію гіпотези Прута.
- 1921: Содді отримує Нобелівську премію з хімії «за роботу з хімії радіоактивних речовин та досліджень ізотопів».[26]
- 1922: Астон отримує Нобелівську премію з хімії «за його відкриття ізотопів у великій кількості нерадіоактивних елементів і за його правило цілих чисел»[27].
- 1926: Перрін отримує Нобелівську премію з фізики — частково за його роботу з вимірювання константи Авогадро.[28]
- 1959/1960: Уніфікована шкала атомних ваг на основі 12C = 12 прийнята IUPAP та IUPAC.
- 1968: Моль рекомендований для включення до Міжнародної системи одиниць (SI) Міжнародним комітетом мір і ваг (CIPM).
- 1972: Моль визнається як основна одиниця SI для кількості речовини.
- 2018-2019: IUPAC затвердив[5] нове визначення[4] молю. Уточнене значення сталої Авогадро набрало чинності 20.05.2019[6].

## Тематичні ресурси
- Величини фізичної хімії і молекулярної фізики та їхні одиниці [Архівовано 21 травня 2007 у Wayback Machine.]
- Practical realization of unit definitions: Amount of substance [Архівовано 24 листопада 2006 у Wayback Machine.]